# Le Journal des motards
Pour les articles homonymes, voir JDM.
Le Journal des motards (ou JDM) est un magazine bimestriel, créé en avril 1993 par Jean-Pierre Dupré qui avait déjà créé Le Monde de la moto. le mode de fonctionnement est original : ce sont les lecteurs qui écrivent la quasi-totalité des articles ou des rubriques.

## Un fonctionnement original
Le Journal des Motards paraît un mois sur deux : janvier, mars, mai, juillet, septembre, novembre. Ce magazine a un fonctionnement qui rappelle celui d'un wiki : il a la particularité d'être rédigé en quasi-totalité par ses lecteurs motards plutôt que par des journalistes,. Ainsi, il se définit lui-même comme un magazine écrit par les motards, pour les motards.

## Relais Motards
Le magazine étant axé sur le tourisme en 2 roues, une des rubriques phare sur le site du JDM, ainsi que dans le magazine, est celle qui concerne les Relais Motards (restaurants, campings, hôtels, snack-bars, chambres d'hôtes, gîtes, etc.) tenus en majorité par  des personnes qui cherchent la clientèle des motards. Ces établissements acceptant volontiers de recevoir les motards doivent respecter la charte d'accueil mise au point conjointement par eux ainsi que par le JDM. Les motards, à la suite de leur séjour, peuvent donner, s'ils le désirent, leur avis aux internautes directement en ligne, sur la fiche du Relais Motards ( rubrique échos des relais).